# Лівий берег-2
«Лівий берег-2» — український футбольний клуб, фарм-клуб київського «Лівого берега». З сезону 2025/26 виступає у другій лізі чемпіонату України.

## Історія
На професіональному рівні команда дебютувала в сезоні 2025/26 у другій лізі. 

## Склад команди
Клуб має спільну заявку на сезон із основною командою

## Статистика виступів
| Сезон   | Ліга      | М    | І | В | Н | П | ГЗ | ГП | О | Примітка |
| ------- | --------- | ---- | - | - | - | - | -- | -- | - | -------- |
| 2025/26 | Друга «Б» | з 11 |   |   |   |   |    |    |   |          |